# Chainat Hornbill Football Club
Il  Chainat Hornbill Football Club è una società calcistica thailandese con sede nella città di Chainat. Fondata nel 2009, milita nella Thai Premier League.

## Record Stagione per Stagione
| Stagione | Campionato                                      | Campionato | Campionato | Campionato | Campionato | Campionato | Campionato | Campionato | Campionato | FA Cup           | League Cup       | Kor Royal Cup | AFC Champions League | Miglior Marcatore Campionato                 | Miglior Marcatore Campionato |
| Stagione | Divisione                                       | P          | V          | N          | P          | GF         | GS         | Pun.       | Pos.       | FA Cup           | League Cup       | Kor Royal Cup | AFC Champions League | Nome                                         | Goal                         |
| -------- | ----------------------------------------------- | ---------- | ---------- | ---------- | ---------- | ---------- | ---------- | ---------- | ---------- | ---------------- | ---------------- | ------------- | -------------------- | -------------------------------------------- | ---------------------------- |
| 2009     | 2009 Regional League Division 2 Northern Region | 20         | 12         | 3          | 5          | 52         | 32         | 39         | 3°         | Primo turno      | –                | –             | –                    | N/A                                          | N/A                          |
| 2010     | 2010 Regional League Division 2 Northern Region | 30         | 22         | 5          | 3          | 54         | 13         | 71         | 2°         | Non Entrata      | Non Entrata      | –             | –                    | N/A                                          | N/A                          |
| 2011     | Div. 1                                          | 34         | 21         | 3          | 10         | 68         | 42         | 66         | 2°         | Quarti di finale | Round 1          | –             | –                    | Phuwadol Suwannachart                        | 21                           |
| 2012     | TPL                                             | 34         | 9          | 12         | 13         | 59         | 72         | 39         | 14°        | Round 4          | Round 1          | –             | –                    | Phuwadol Suwannachart                        | 13                           |
| 2013     | TPL                                             | 32         | 10         | 8          | 14         | 42         | 43         | 38         | 10°        | Round 3          | Round 2          | –             | –                    | Sumanya Purisai                              | 11                           |
| 2014     | TPL                                             | 38         | 10         | 14         | 14         | 43         | 50         | 44         | 14°        | Round 3          | Quarti di finale | –             | –                    | Nikola Nikezić Park Jung-Soo Sumanya Purisai | 4                            |
| 2015     | TPL                                             | 34         | 9          | 10         | 15         | 42         | 53         | 37         | 12°        | Semifinale       | Round 1          | –             | –                    | Alex                                         | 17                           |
| 2016     | TL                                              | 31         | 8          | 6          | 17         | 46         | 61         | 30         | 17°        | Vittoria         | Round 1          |               |                      | Florent Sinama-Pongolle                      | 13                           |
| 2017     | T2                                              | 32         | 20         | 7          | 5          | 64         | 40         | 67         | 1°         | Round 1          | Round 1          | –             | –                    | Florent Sinama-Pongolle                      | 14                           |
| 2018     | T1                                              |            |            |            |            |            |            |            |            |                  |                  |               |                      |                                              |                              |

| Vincitore | Secondo Posto | Promosso | Retrocesso | In Corso |

## Palmarès

### Competizioni nazionali
- Thai FA Cup: 1

2016
- Thai League 2: 1

2017

### Altri piazzamenti
- Thai FA Cup:

Semifinalista: 2015
- Thai League 2:

Secondo posto: 2011

## Organico

### Rosa 2020
Aggiornata al 18 gennaio 2020.
| N. |                       | Ruolo | Calciatore                   |
| -- | --------------------- | ----- | ---------------------------- |
| 1  | Thailandia (bandiera) | P     | Chaiyaphat Honbanleng        |
| 4  | Giappone (bandiera)   | D     | Kazuki Murakami              |
| 5  | Thailandia (bandiera) | D     | Kandanai Thawonsak           |
| 6  | Thailandia (bandiera) | D     | Chatchon Jairangsee          |
| 7  | Brasile (bandiera)    | C     | Harrison Cardoso de Oliveira |
| 10 | Francia (bandiera)    | A     | John-Christophe Ayina        |
| 13 | Thailandia (bandiera) | C     | Weerapat Kaewwongsa          |
| 14 | Thailandia (bandiera) | D     | Laksana Kamruen              |
| 15 | Thailandia (bandiera) | C     | Chatchai Koomphaya           |
| 16 | Thailandia (bandiera) | C     | Mongkonchai Kongjumpa        |
| 17 | Thailandia (bandiera) | A     | Somsak Musikaphan            |
| 19 | Thailandia (bandiera) | D     | Warintorn Jamnongwat         |
| 20 | Thailandia (bandiera) | A     | Aekkachai Singwong           |
| 21 | Thailandia (bandiera) | C     | Kristada Srivanich           |
| 22 | Thailandia (bandiera) | D     | Netiphong Sanmahung          |
| 24 | Birmania (bandiera)   | C     | Myat Kaung Khant             |

| N. |                       | Ruolo | Calciatore                |
| -- | --------------------- | ----- | ------------------------- |
| 26 | Thailandia (bandiera) | P     | Kritsawat Kongkot         |
| 28 | Thailandia (bandiera) | D     | Parinya Utapao (capitano) |
| 30 | Thailandia (bandiera) | C     | Ratchanat Arunyapairot    |
| 32 | Thailandia (bandiera) | C     | Peerawong Thaiyoo         |
| 33 | Thailandia (bandiera) | C     | Santipap Ratniyom         |
| 37 | Thailandia (bandiera) | C     | Phumipat Kanthanet        |
| 44 | Thailandia (bandiera) | C     | Thanat Jantaya            |
| 54 | Thailandia (bandiera) | C     | Suksan Mungpao            |
| 59 | Thailandia (bandiera) | A     | Chatri Rattanawong        |
| 72 | Thailandia (bandiera) | C     | Wuttikrai Pathan          |
| 93 | Brasile (bandiera)    | A     | Bruno Correa              |
| 99 | Thailandia (bandiera) | P     | Kittipun Saensuk          |
|    | Thailandia (bandiera) | A     | Kitti Kinnonkok           |
|    | Thailandia (bandiera) | D     | Sarut Sontipet            |
|    | Thailandia (bandiera) | C     | Teerayut Chaimun          |
|    | Thailandia (bandiera) | D     | Jeera Jarernsuk           |